# Can't Get There From There
«Can't Get There From There» es el primer sencillo de R.E.M. de su tercer álbum de estudio Fables Of The Reconstruction, lanzado en 1985. La canción alcanzó el puesto #10 en el Billboard Bubbling Under Hot 100 Singles, lo que equivale a una posición en el n º 110 en la principal lista Billboard Hot 100. También alcanzó el puesto # 91 en la lista de sencillos de Canadá y llegó al #14 en los Mainstream Rock Tracks, la mejor posición de la banda en esta lista hasta entonces. Fue relanzado en 2006 en un disco recopilatorio, And I Feel Fine... The Best of the I.R.S. Years 1982-1987. La canción menciona el pequeño pueblo de Philomath, Georgia.

## Video musical
Por primera vez R.E.M., que se había opuesto incluyendo las letras en sus álbumes, muchas de las letras de "Can't Get There from Here", aparecieron en el video musical de la canción.
El video musical muestra a los miembros de la banda retozando en los campos de heno y lanzando palomitas de maíz en uno al otro en un drive-in viendo una película. "Hemos utilizado el nuevo proceso de 'pantalla azul'", explicó Buck de R.E.M. a MTV del Reino Unido en 2001, durante An Hour with R.E.M. "Así que tenemos los dinosaurios y monstruos en el fondo. Es probable que sea el video más divertido que hemos hecho. Para una banda que es una especie de destaque por no tener un sentido del humor, que clase de disfrutar de ese aspecto de ella"

## Versiones
La banda de punk rock The Mr. T Experience grabó un cover de la canción para el álbum tributo a R.E.M., Surprise Your Pig y fue incluido como un bonus track en su EP de 1997 Big Black Bugs Bleed Blue Blood.

## Lista de canciones

### Reino Unido, Estados Unidos y Canadá "7 Vinilo
1. «Can't Get There From Here» (Radio) - 3:12
2. «Bandwagon» - 2:15

### Reino Unido y Holanda "12 Vinilo
1. «Can't Get There From Here» - 3:39
2. «Bandwagon» - 2:15
3. «Burning Hell» - 3:49

## Posición en las listas
| Lista (1985)                                  | Posición máxima |
| --------------------------------------------- | --------------- |
| Canadian Hot 100                              | 91              |
| U.S. Billboard Bubbling Under Hot 100 Singles | 10              |
| U.S. Billboard Top Rock Tracks                | 14              |